# Benafigos
Benafigos ist eine Gemeinde (municipio) in Ostspanien. Benafigos hat 126 Einwohner (Stand: 2024). 

## Lage
Benafigos liegt etwa 40 Kilometer nordnordwestlich von Castellón de la Plana und etwa 100 Kilometer nördlich von Valencia in einer Höhe von ca. 945 m.

## Bevölkerungsentwicklung
| Jahr      | 1900 | 1950 | 1970 | 1981 | 1991 | 2001 | 2011 | 2021 |
| Einwohner | 812  | 874  | 519  | 334  | 262  | 205  | 161  | 146  |

## Sehenswürdigkeiten
- Burganlage

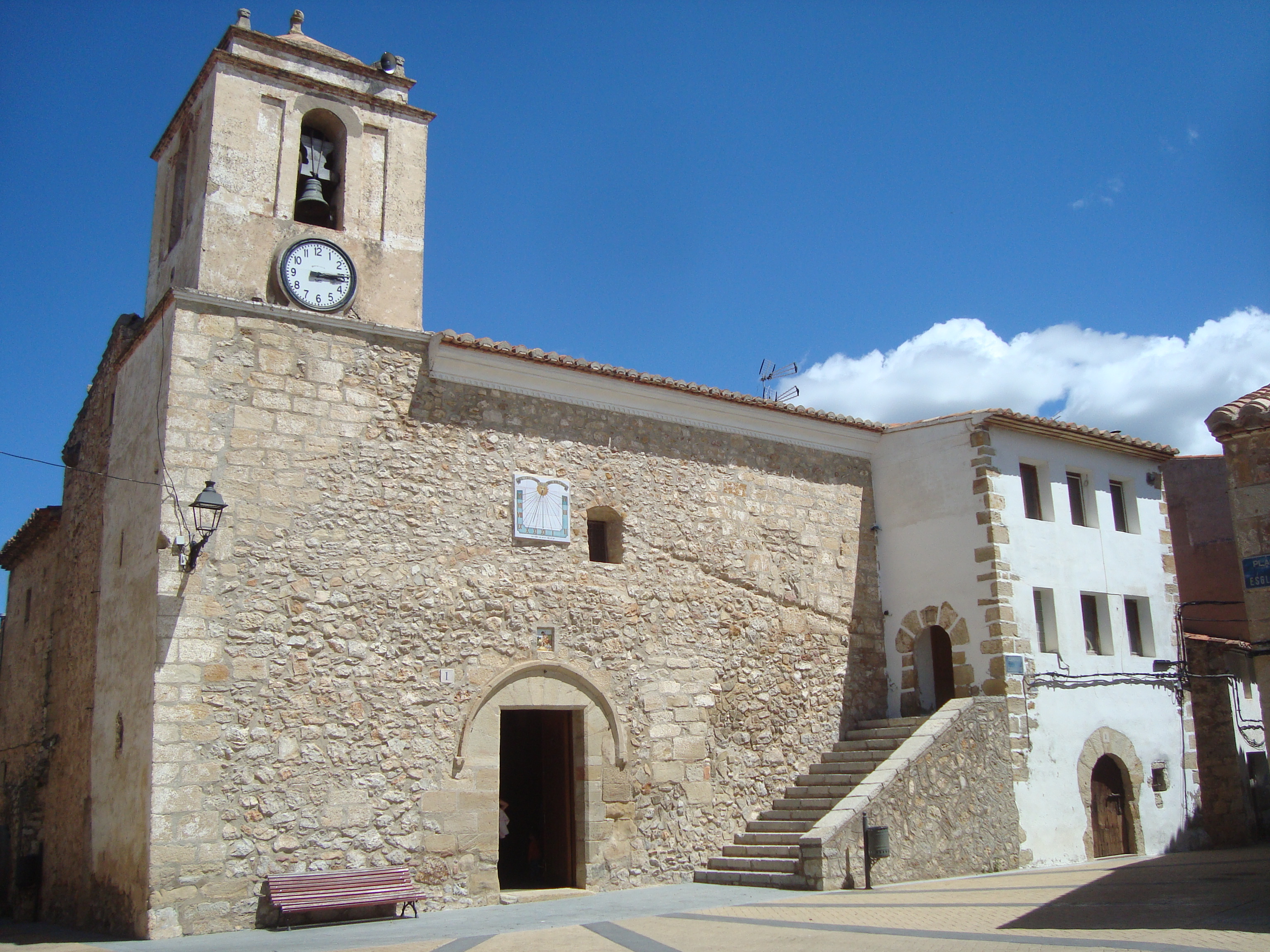
Johannes-der-Täufer-Kirche
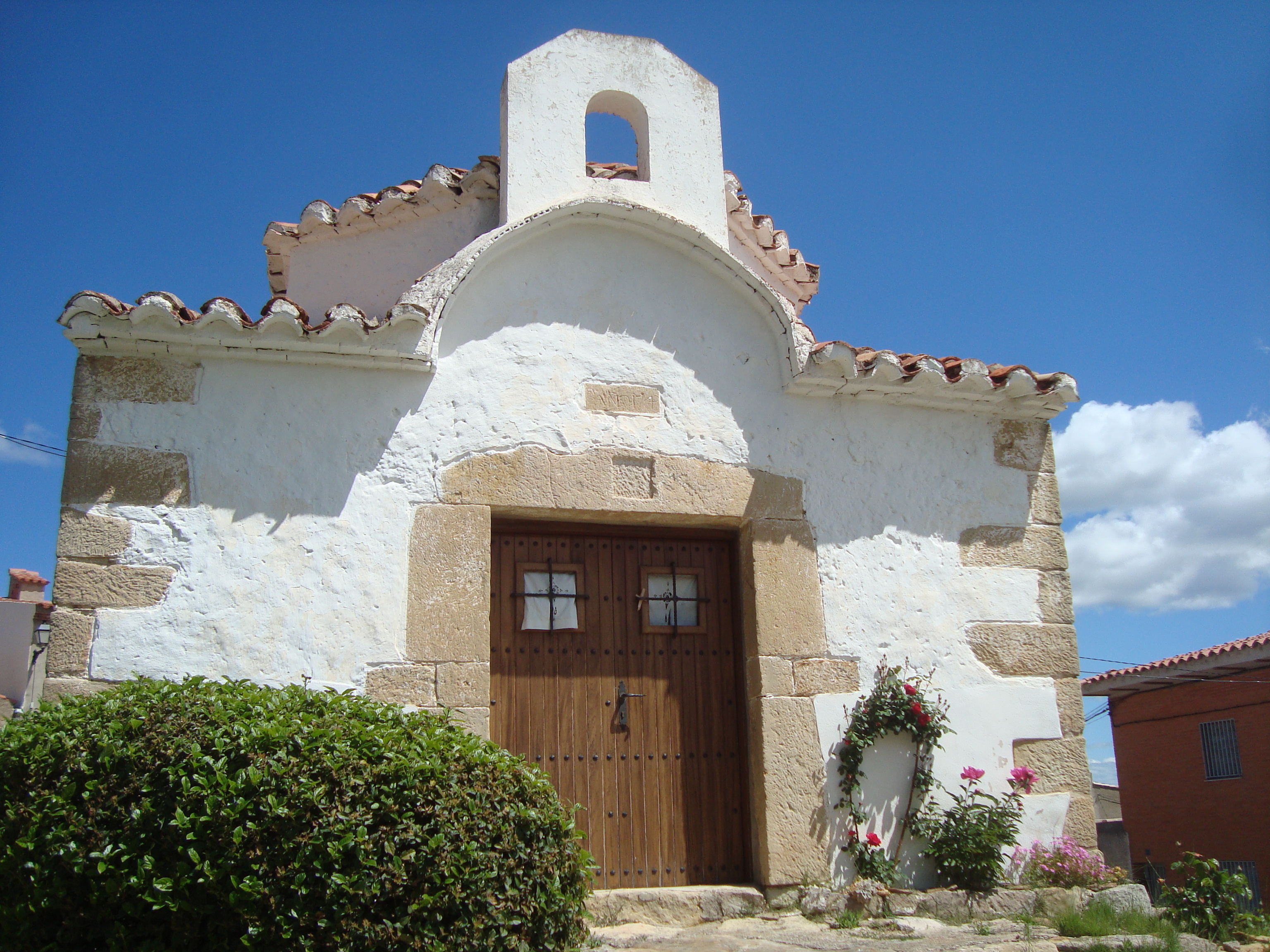
Christuskapelle
- Kapelle von Orisella
- Museen

- Johannes-der-Täufer-Kirche
- Christuskapelle